# Kanton Chalon-sur-Saône-Nord
Kanton Chalon-sur-Saône-Nord (francouzsky Canton de Chalon-sur-Saône-Nord) je francouzský kanton v departementu Saône-et-Loire v regionu Burgundsko. Tvoří ho osm obcí.

## Obce kantonu
- Chalon-sur-Saône (severní část)
- Champforgeuil
- Crissey
- Farges-lès-Chalon
- Fragnes
- La Loyère
- Sassenay
- Virey-le-Grand